# Distretto di Malacky
Il distretto di Malacky (in slovacco: okres Malacky) è un distretto della regione di Bratislava, nella Slovacchia occidentale.
Fino al 1918, il distretto era parte della contea ungherese di Pressburg (Bratislava).

## Geografia antropica
Il distretto è composto da 2 città e 24 comuni:

### Città
- Malacky
- Stupava

### Comuni
- Borinka
- Gajary
- Jablonové
- Jakubov
- Kostolište
- Kuchyňa
- Láb
- Lozorno
- Malé Leváre
- Marianka
- Pernek
- Plavecké Podhradie

- Plavecký Mikuláš
- Plavecký Štvrtok
- Rohožník
- Sološnica
- Studienka
- Suchohrad
- Veľké Leváre
- Vysoká pri Morave
- Záhorie
- Záhorská Ves
- Závod
- Zohor